# Беотуки

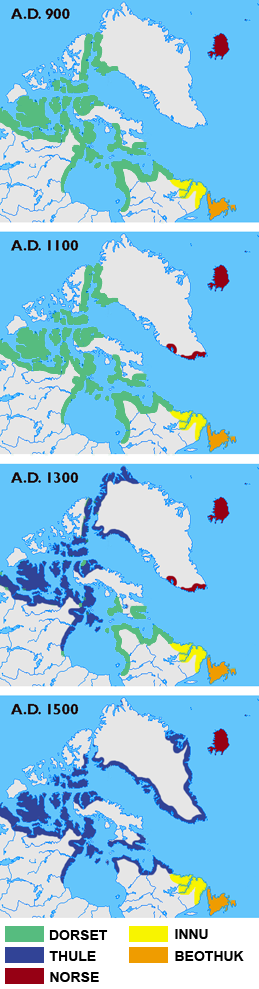
Карта культур северной Канады и Гренландии (900—1500 гг.)

Беотук (англ. Beothuk), ранее именовавшиеся «красными индейцами» (англ. Red Indians), — коренные обитатели Вудлендского острова Ньюфаундленд, вымершие в первой половине XIX века в результате европейской колонизации. 
Трагическая судьба беотукской женщины Демасдуит, со слов которой известно немногое об их языке, оставила след в канадской массовой культуре.

## История

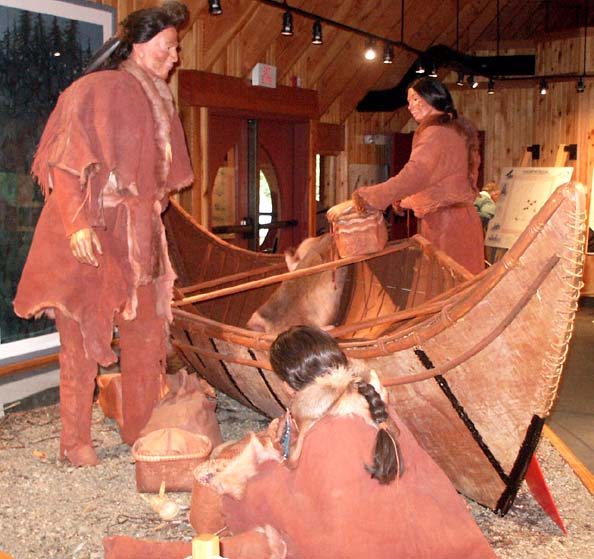
Беотуки в традиционных костюмах, музейная экспозиция

Беотуки вели изолированный образ жизни, отношений с другими индейскими народами и эскимосами не поддерживали, и в то же время избегали вооружённых столкновений. Некоторое время между беотуками и микмаками существовал союз, однако случайный конфликт (убийство микмакским мальчиком беотукского в ссоре) привёл к кровопролитной войне между ними, в которой микмаки победили, оттеснив беотуков с части земель.
Они были первым индейским народов, вступившим в контакт с европейцами во время неудачной скандинавской колонизации Америки, а также одними из первых — во время европейской колонизации Северной Америки. По одному из предположений, европейский термин «краснокожие» происходит от обычая беотуков раскрашивать одежду и лица охрой. Поскольку беотуки крайне враждебно относились к колонизаторам, в ходе войны они были вытеснены в непригодные для проживания места и, как считалось, вымерли в первой трети XIX века. Нэнси Шанадит умерла от туберкулёза в больнице города Сент-Джонс 6 июня 1829 года. Их последние немногочисленные группы, возможно, бежали с острова на полуостров Лабрадор, где, вероятно, смешались с инну.
В 1500 году их насчитывалось от 2 до 5 тысяч человек. В 1768 году сообщалось, что их осталось 400—500 человек, а в 1811 году — 72 человека (20 мужчин, 22 женщины и 30 детей), живших в семи вигвамах в трёх соседствующих стойбищах на реке Эксплойтс. К 1823 году из них в живых осталось всего 14 человек (три семейные пары, трое неженатых мужчин, двое незамужних женщин и двое мальчиков, а также считавшаяся последней из беотуков Шанадитит, также известная как Нэнси Шанадит). 
У вождя беотуков Ноносабасута (начало XIX века) была обнаружена митохондриальная гаплогруппа X2a, а у его жены Демасдуит (около 1796 — 8 января 1820) — митохондриальная гаплогруппа C.

## Язык
Беотуки говорили на изолированном беотукском языке. В 1910 году американский этнограф Фрэнк Спек сделал звуковую запись беотукской песни из уст 75-летней женщины по имени Санту. Сообщалось, что её матерью была женщина из племени микмаков, а отец был из племени беотуков, и он-то и передал дочери эту песню. Это свидетельствует о том, что и после смерти Нэнси Шаванадит в 1829 году некоторые из беотуков оставались в живых, так как Санту родилась около 1835 года.